# Zamek w Zinkowie
 Zamek w Zinkowie – zabytkowy zamek zbudowany w połowie XV w przez Odrowążów na dawnym Czarnym szlaku.

## Historia
Zamek został zbudowany na wyniosłym wzgórzu na lewym brzegu rzeki Uszki, dopływie Uszycy w celu ochrony społeczeństwa przed najazdami Tatarów. W 1458 r. Andrzej Odrowąż za zgodą króla Polski Kazimierza Jagiellończyka nadał prawo magdeburskie i dał pewne ulgi w podatkach. W XVIII w. Zinków należał do magnatów Czartoryskich i Sieniawskich. W tym czasie zamek istniały w mniej lub bardziej godnej formie, otoczony fosą, przez którą zwodzone mosty prowadziły do dwóch bram wejściowych; nad jedną był herb rodziny Sieniawskich. Ściany ozdobione były herbami właścicieli zamku. Córka Adama Czartoryskiego Maria Anna 28 października 1784 r. poślubiła księcia Ludwika Wirtemberskiego i otrzymała w posagu Zinków i okolice. W 1898 r. zamek został rozebrany.

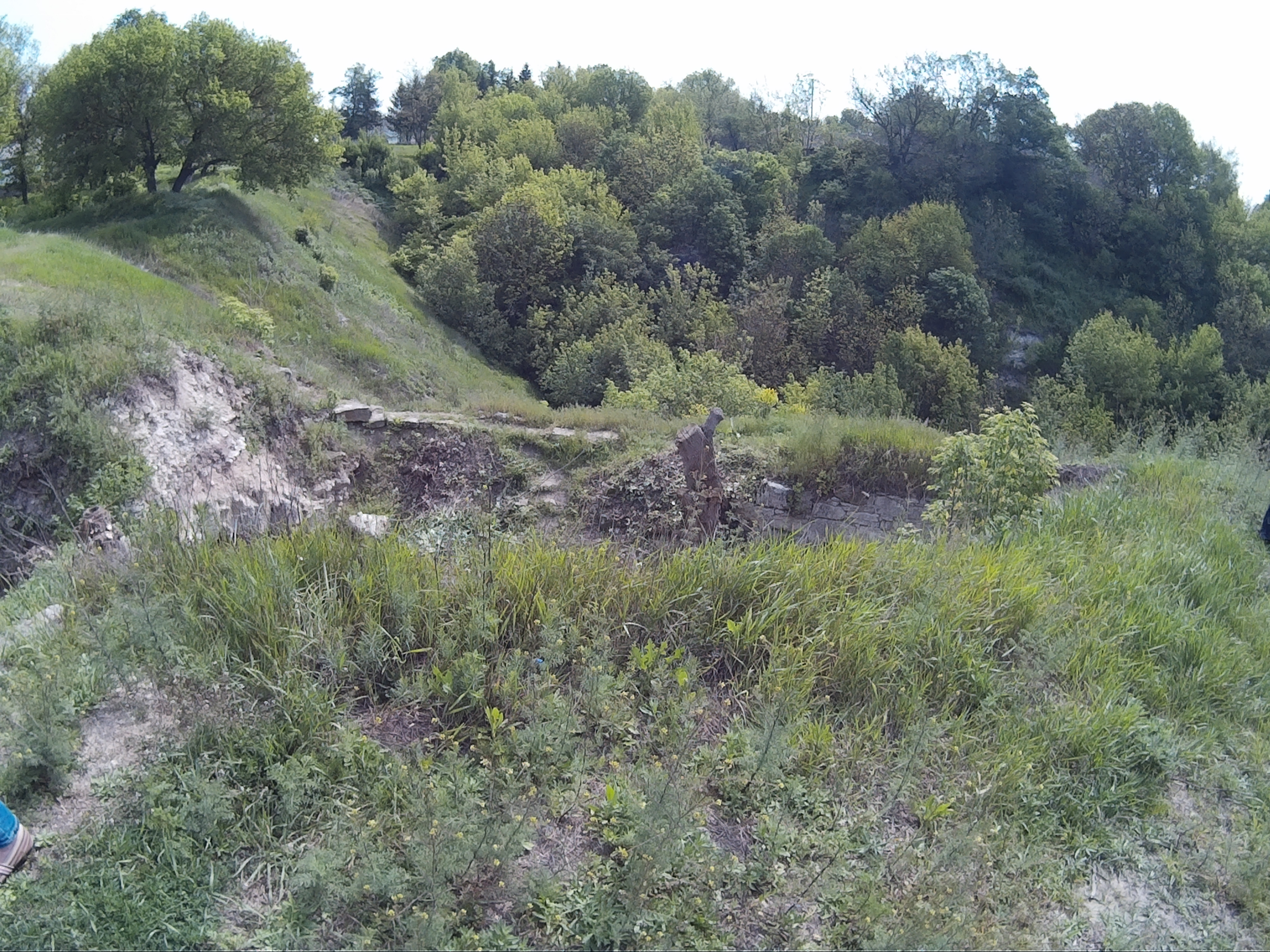
Zamek
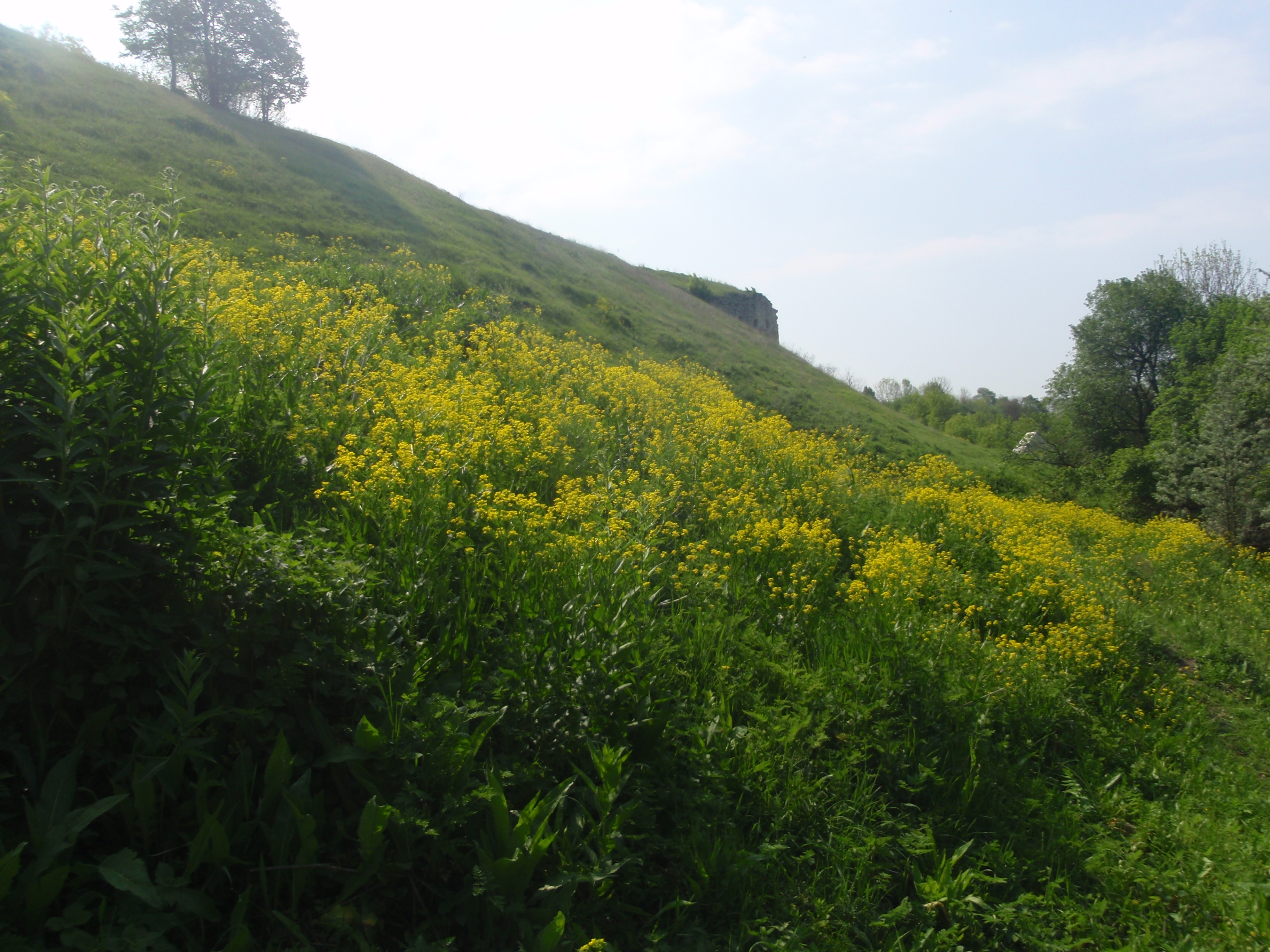
Stok
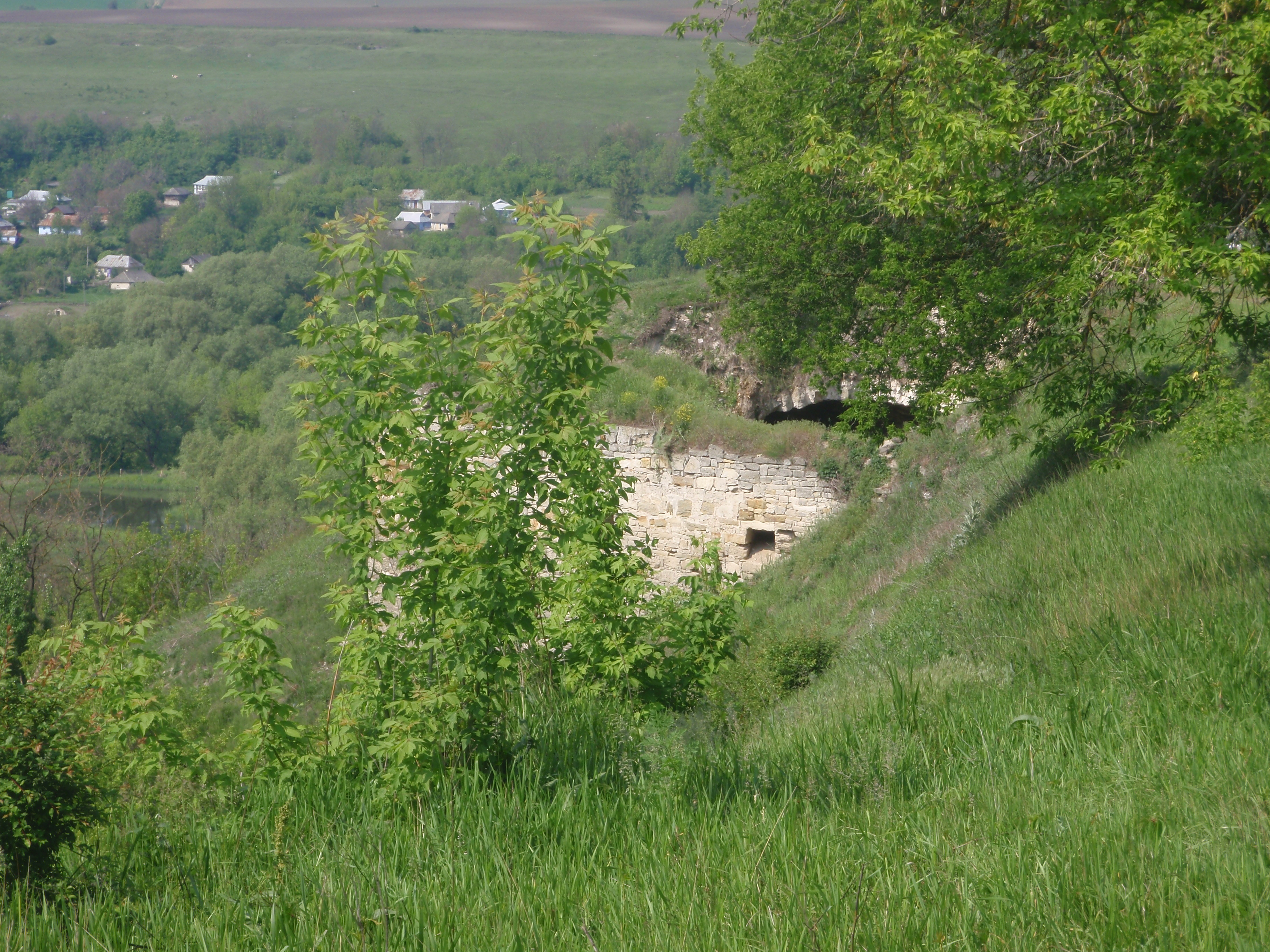
Wieża
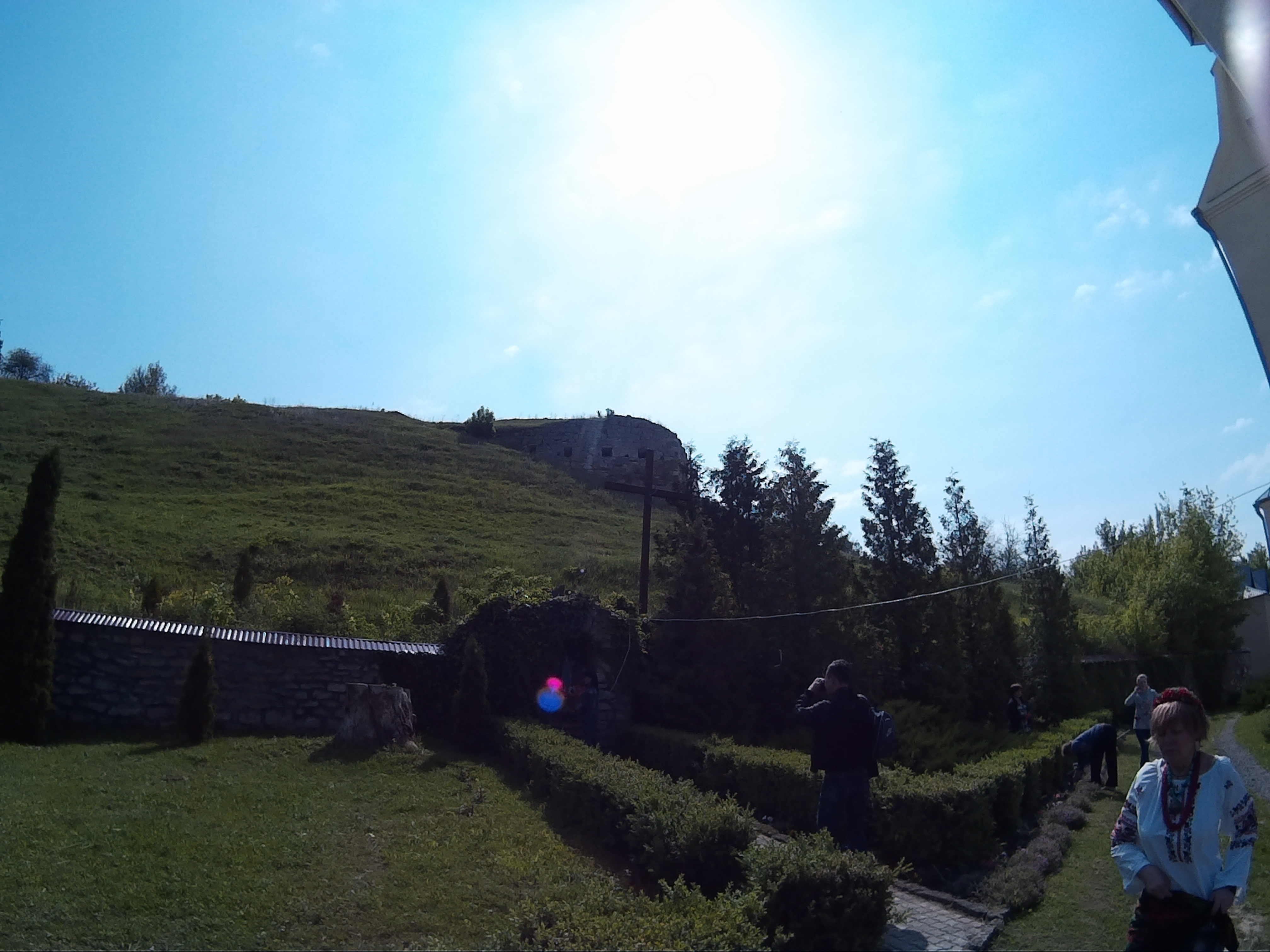
Widok z kościoła zamkowego
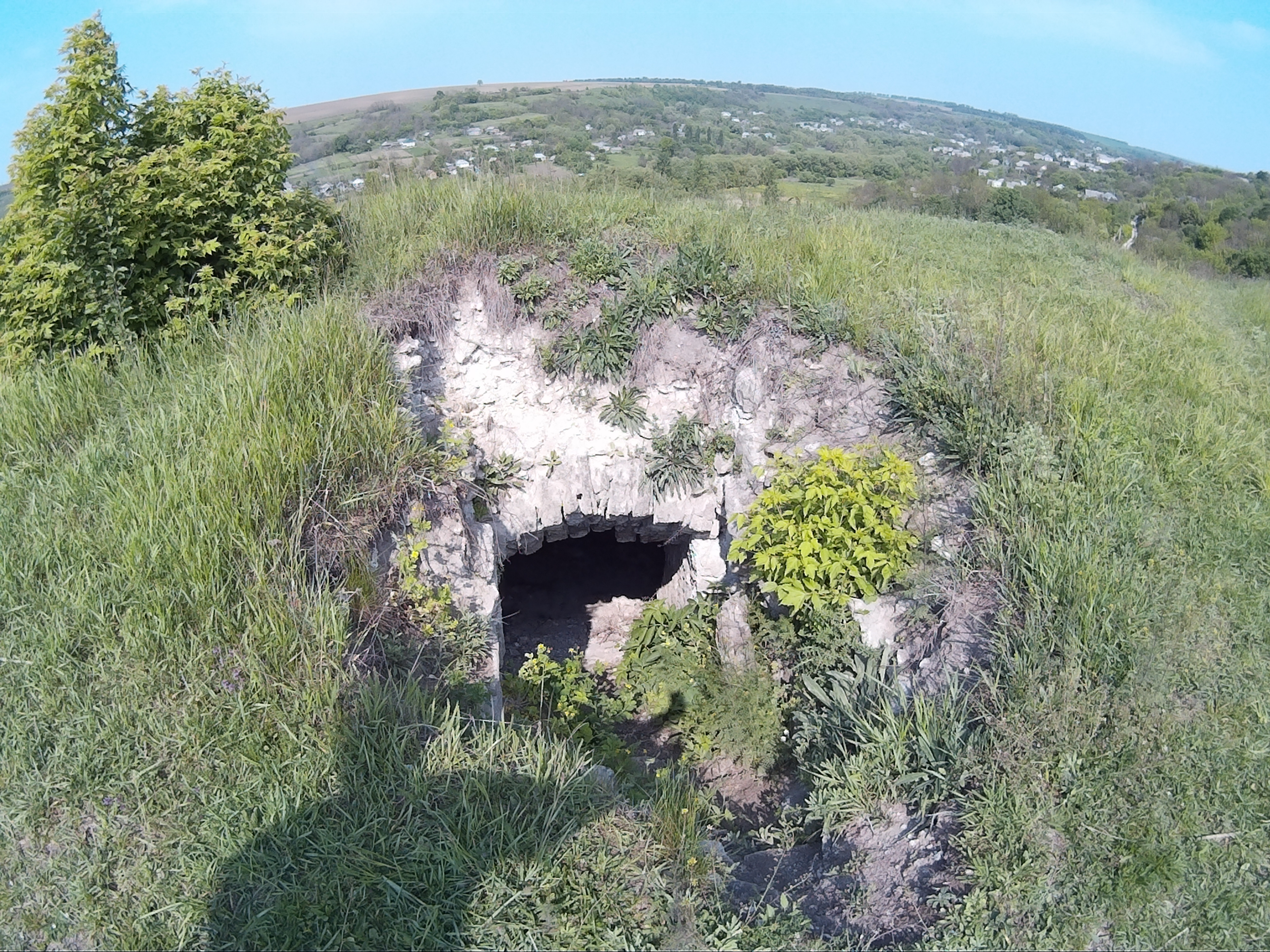
Wejście do lochu
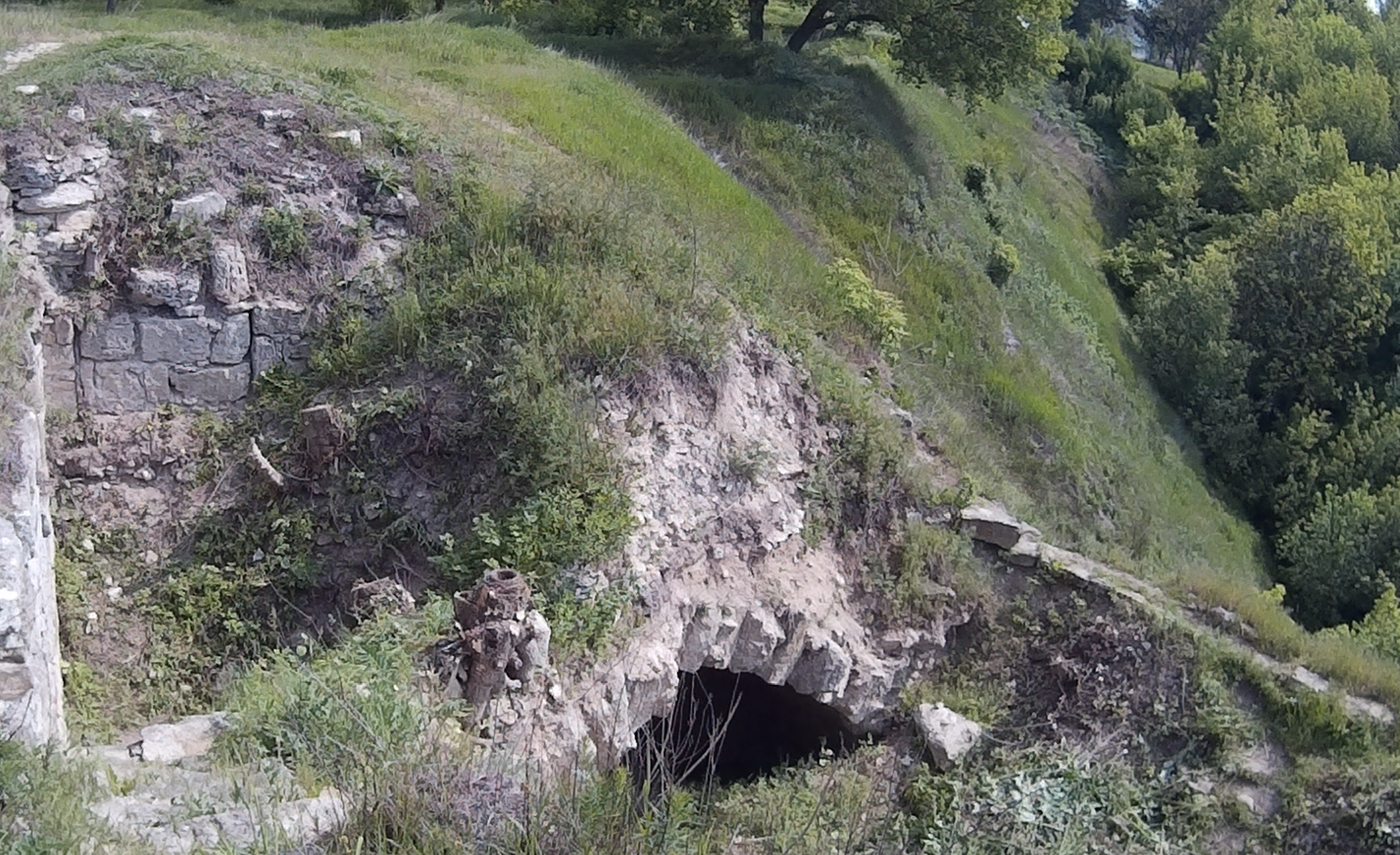
Zamek
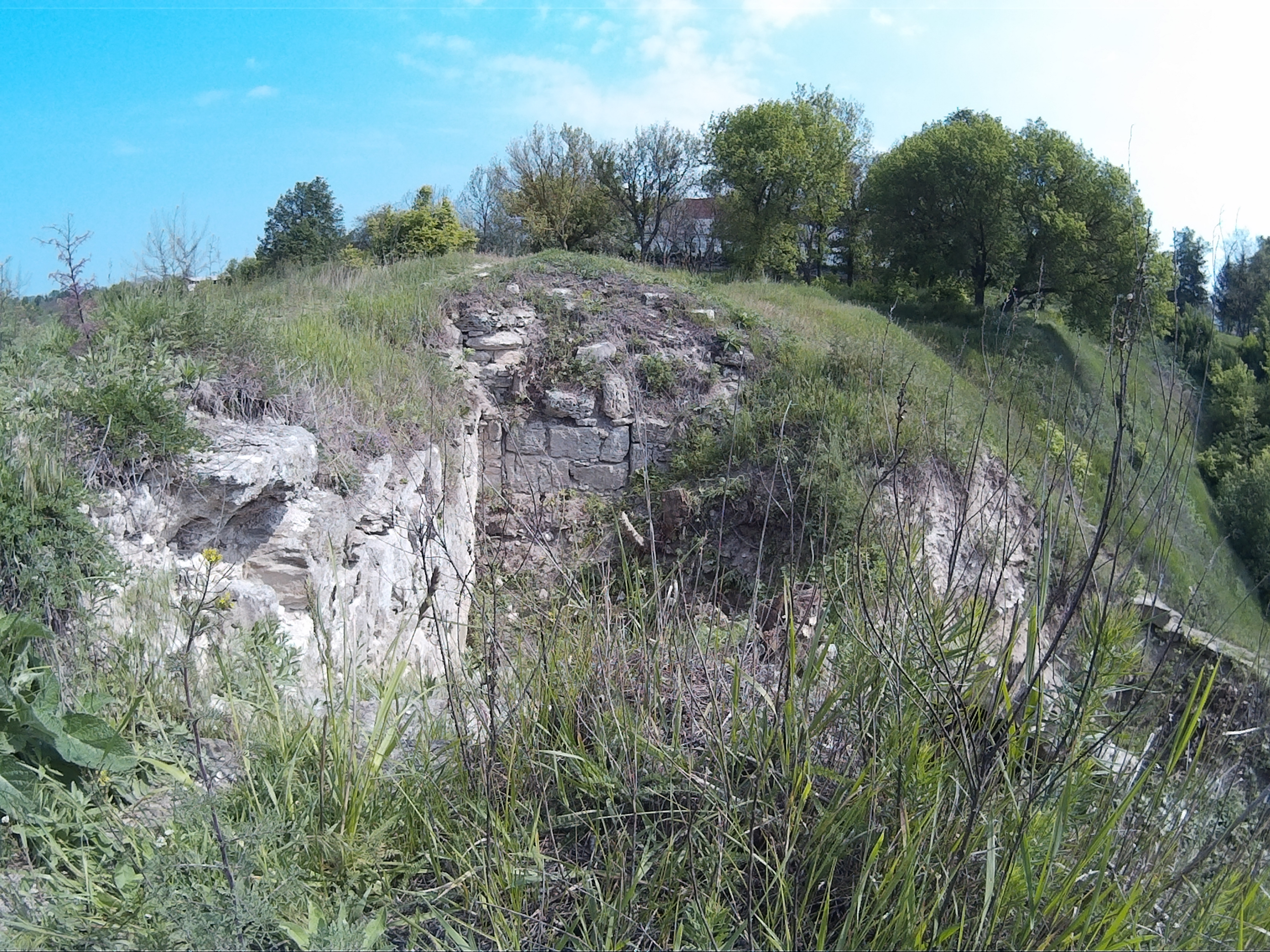
Pozostałości zamkowej baszty
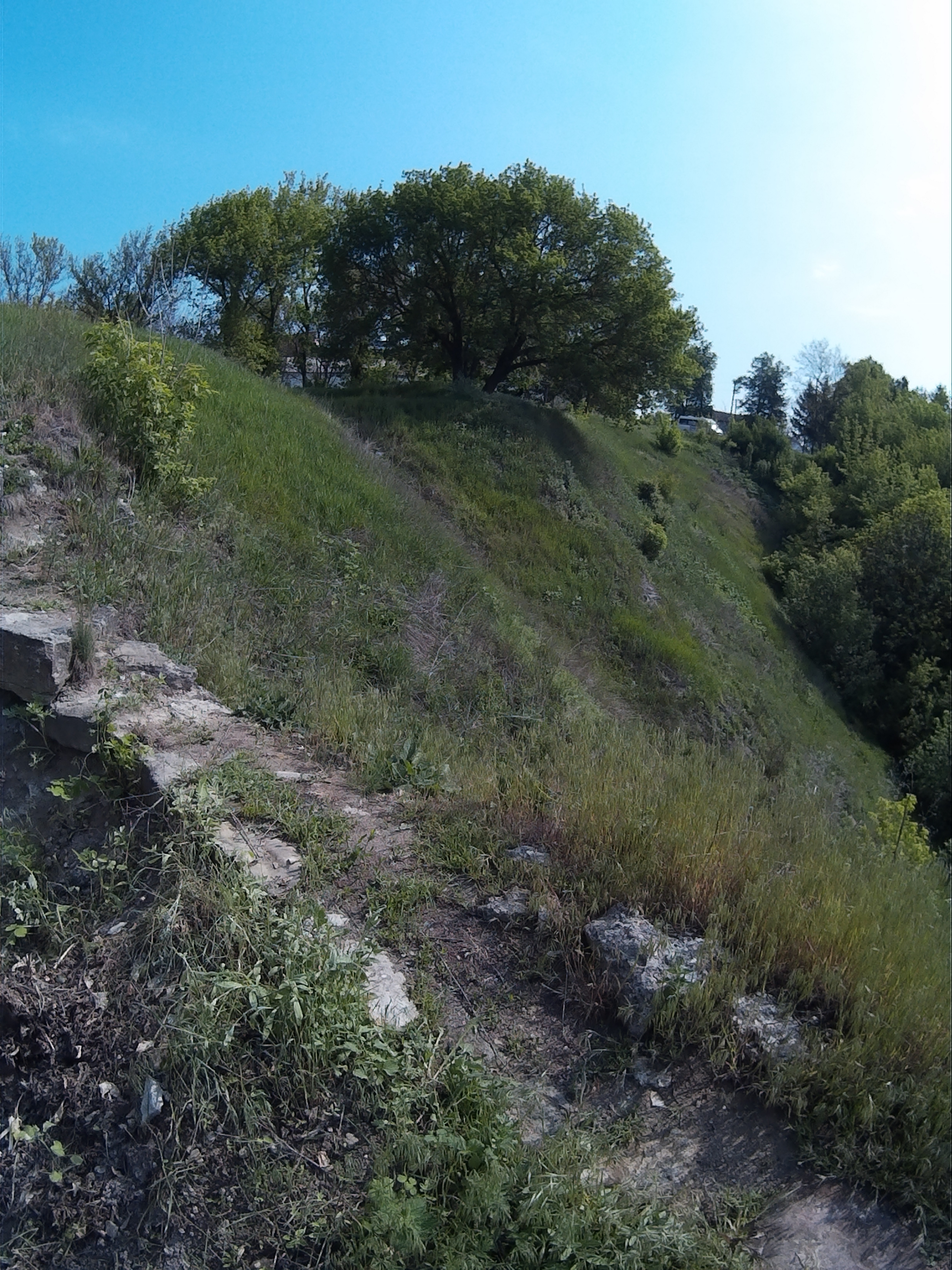
Zamek
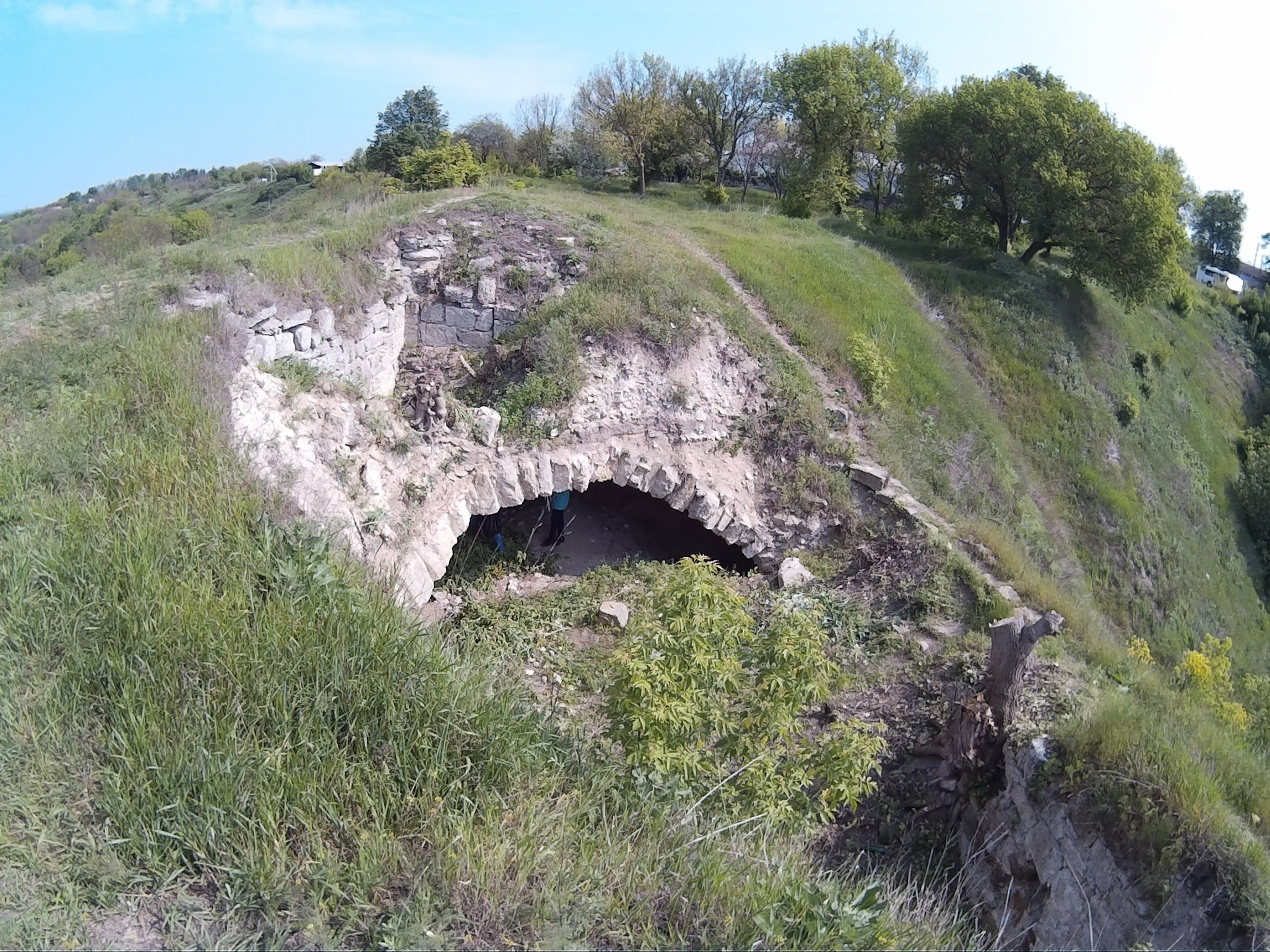
Zamek
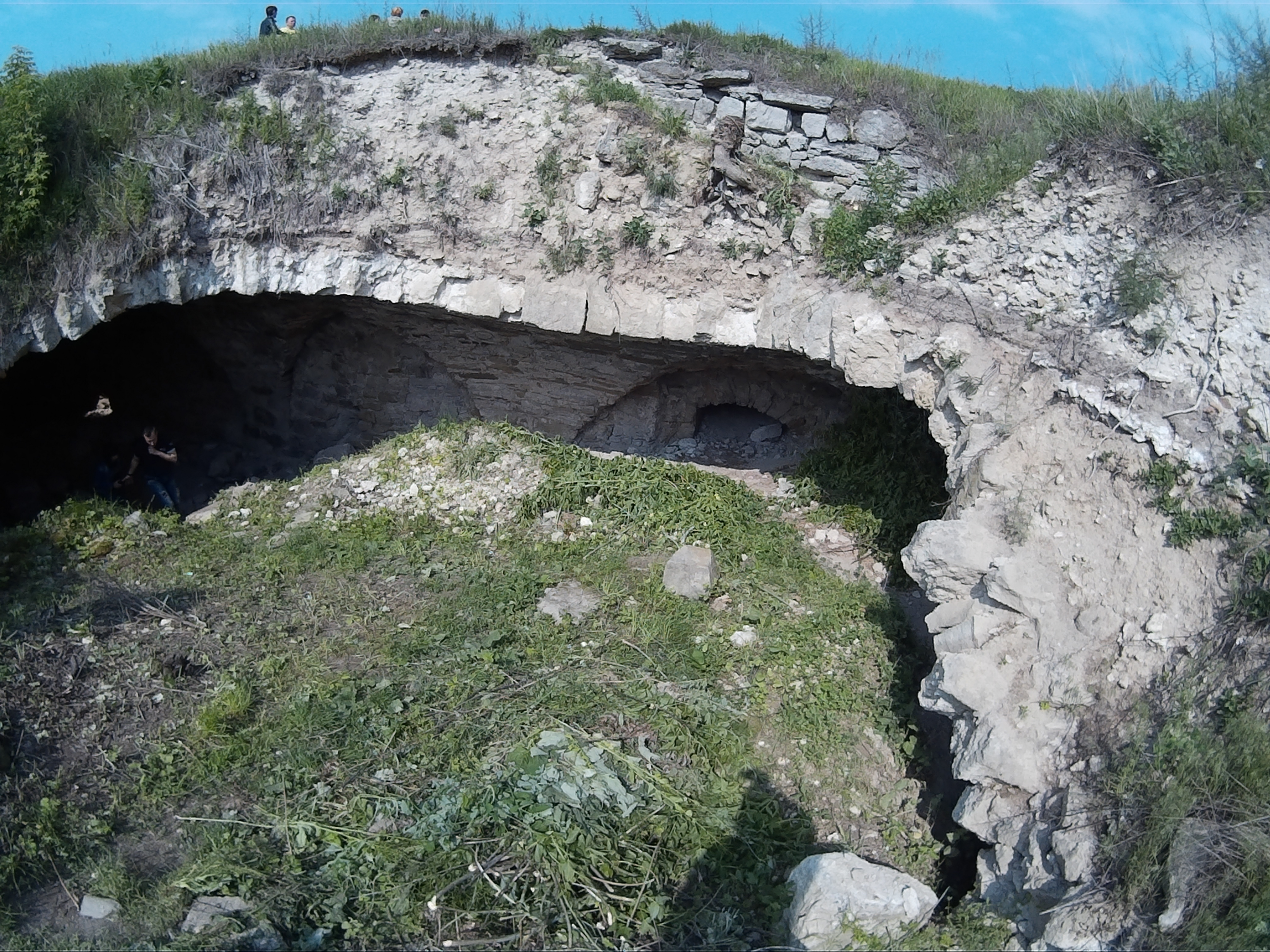
Ruiny
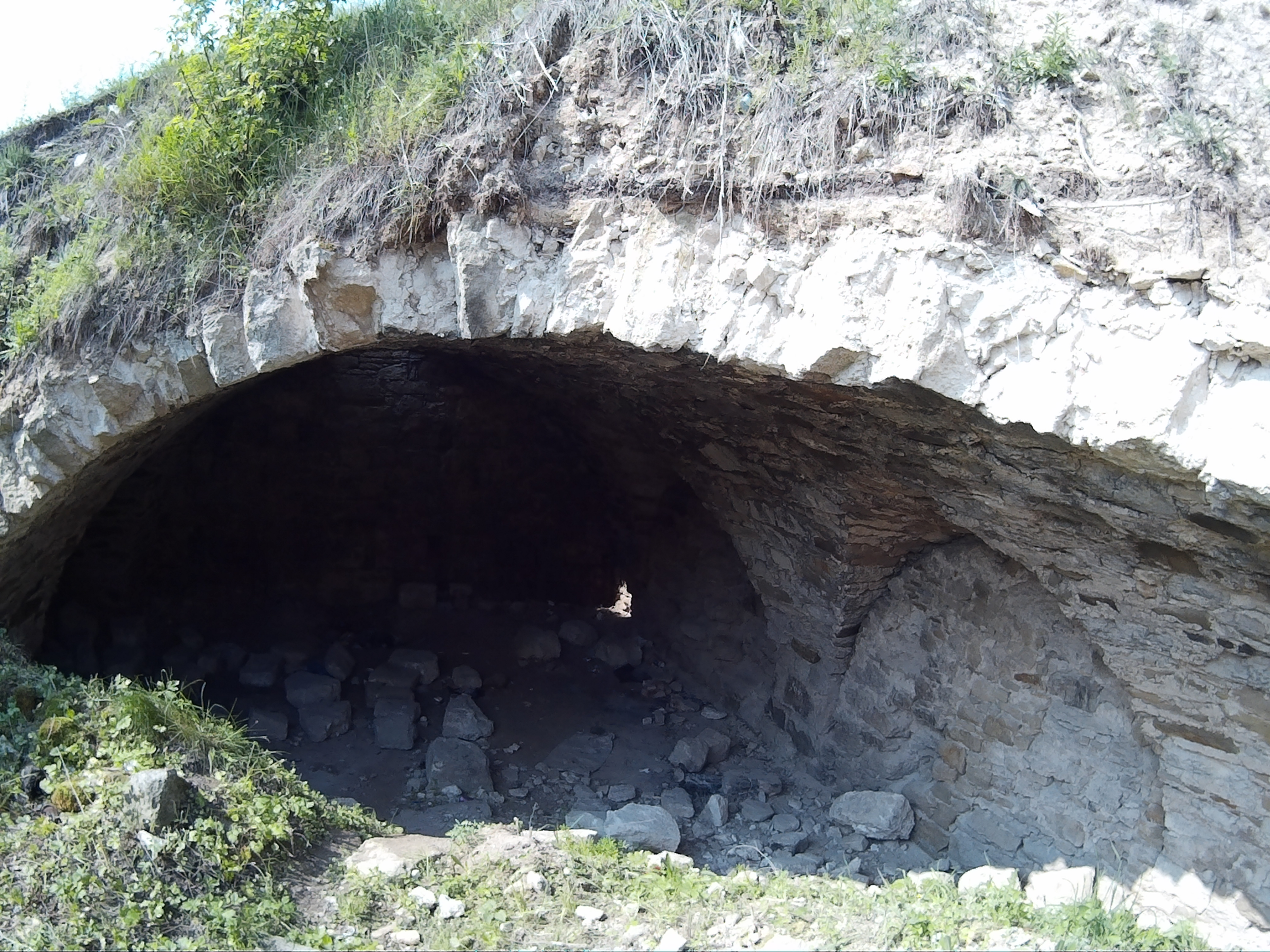
Kazamaty